# Andrew Wareham
Andrew Franklin Wareham (* 1965) ist ein britischer Mittelalterhistoriker. Sein Forschungsschwerpunkt liegt vor allem auf religiösen und ökonomischen Aspekten des mittelalterlichen Englands. Sein besonderes Interesse gilt hierbei der Hearth Tax.

## Leben
Andrew Wareham studierte mittelalterliche Geschichte an der University of Birmingham, wo er einen Bachelor of Arts (Hons.) erhielt, und Digital Humanities am King’s College London, wo er einen Master of Arts erhielt. Er promovierte 1992 an der University of Birmingham bei Nicholas Brooks mit der Dissertation The aristocracy of East Anglia c. 930-1154: a study of family, land and government. Diese wurde 2005 als Lords and Communities in Early Medieval East Anglia veröffentlicht. Neben seinem Ph.D. besitzt er ein Postgraduate Certificate in Education in Geschichte und Geografie.
Ab 1994 war er in verschiedenen Forschungs- und Lehranstellungen in London tätig. Unter anderem war er am von David Rollason geleiteten Durham Liber Vitae Project beteiligt. Seit 2006 ist er an der University of Roehampton tätig. Dort unterrichtet er als Reader und löste Margaret Spufford als Direktor des Centre for Hearth Tax Research ab.
Wareham ist Fellow der Royal Historical Society sowie Fellow der Higher Education Academy.

## Veröffentlichungen (Auswahl)
- mit Arnoud-Jan Bijsterveld, Henk Teunis (Hrsg.): Negotiating Secular and Ecclesiastical Power: Western Europe in the Central Middle Ages (1999, Brepols)
- mit A. P. M. Wright (Hrsg.): A History of the County of Cambridge and the Isle of Ely: Volume 10, Cheveley, Flendish, Staine and Staploe Hundreds (North-Eastern Cambridgeshire) (2002, Victoria County History, Band 10, Oxford University Press)
- Lords and Communities in Early Medieval East Anglia (2005, Boydell & Brewer)
- mit David Hey, Colum Giles, Margaret Spufford (Hrsg.): Yorkshire West Riding Hearth Tax Assessment, Lady Day 1672 (2007)
- mit Julia Barrow (Hrsg.): Myth, Rulership, Church and Charters: Essays in Honour of Nicholas Brooks (2008, Aldershot)
- mit Colin Phillips, Catherine Ferguson (Hrsg.): Westmorland Hearth Tax, Michaelmas 1670 and Surveys 1674-5 (2009)